# Oblast de Poltava
Poltava (ucraniano: Полтава) é uma região (óblast) localizada no centro da Ucrânia, sua capital é a cidade de Poltava.
Foi criada em 1937 e esteve sob ocupação alemã entre 1941 e 1943.

## Cidades
- Poltava (em ucraniano Полтава, em russo Полтава)
- Komsomolsk (em ucraniano Комсомольськ, em russo Комсомольск)
- Kremenchug (em ucraniano Кременчук, em russo Кременчуг)
- Lubni (em ucraniano Лубни, em russo Лубны)
- Mirgorod (em ucraniano Миргород, em russo Миргород)